# Compur

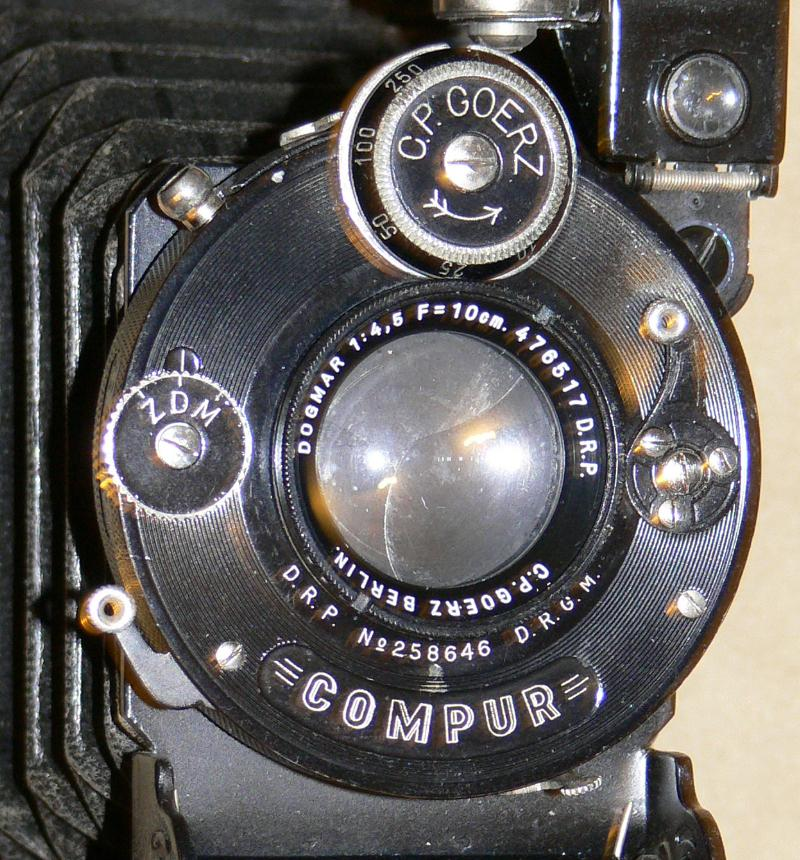
Затвор «Compur» раннего типа, установленный в объективе «Goerz»

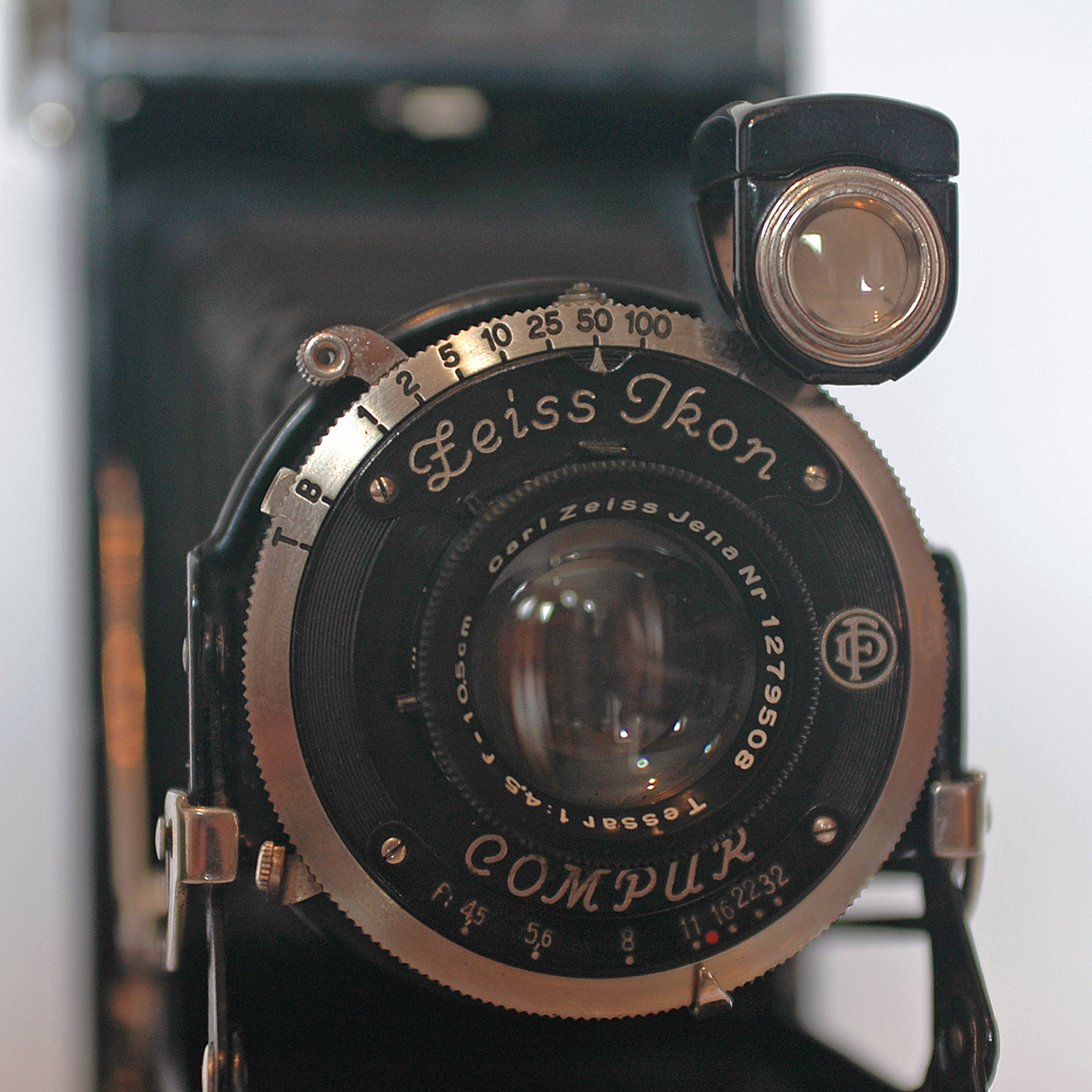
Затвор «Compur» позднего типа в объективе «Carl Zeiss»

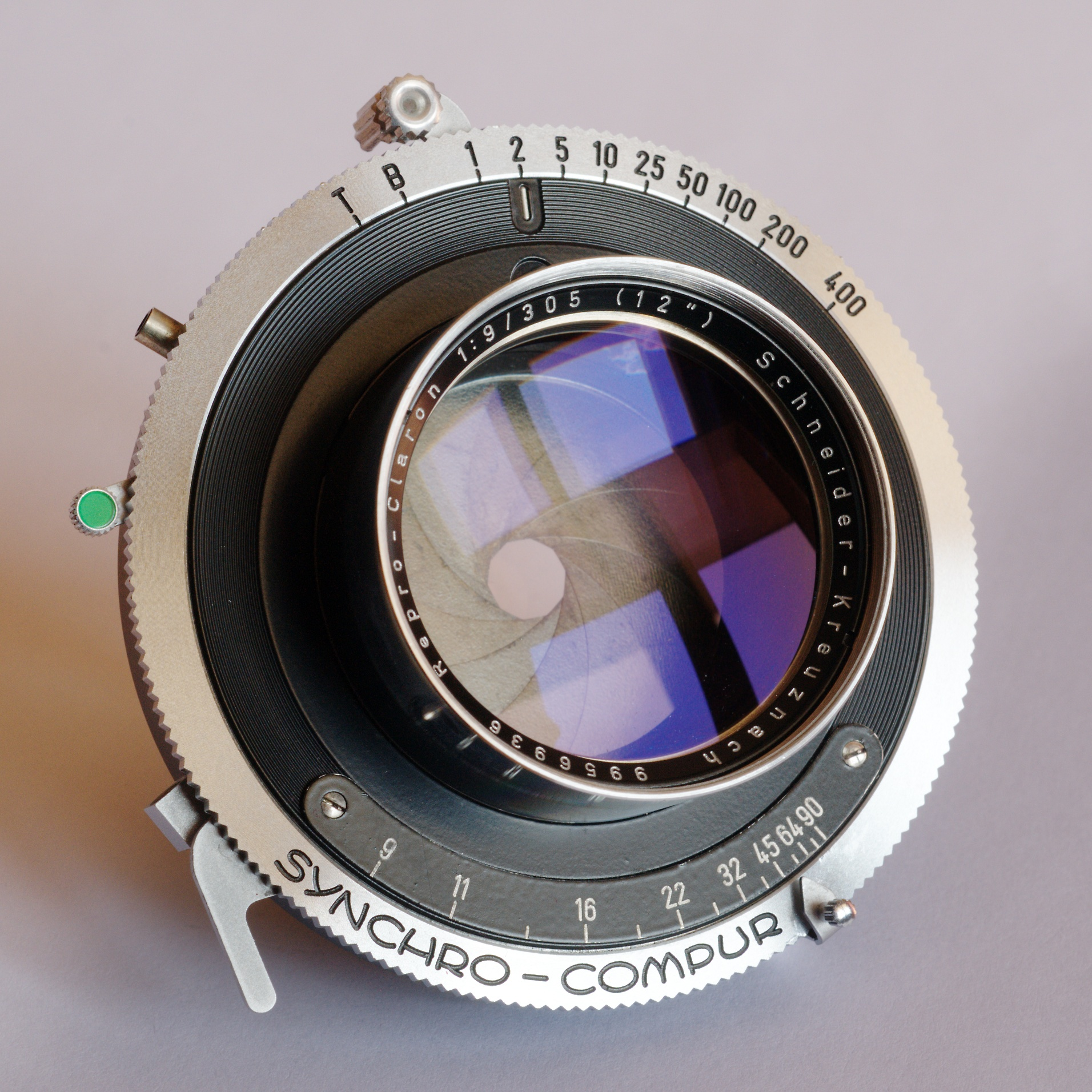
Затвор «Synchro-Compur» в объективе «Schneider Kreuznach»

«Cómpur» (в отечественной литературе транслитерируется в «Ко́мпур») — тип центральных фотозатворов, разработанный немецким инженером Фридрихом Декелем. Дальнейшее развитие конструкции затвора «Compound», производившегося с 1908 года. Название Compur составлено из слов Compound и Uhrwerk, последнее из которых указывает на часовой тип механизма задержки. Оригинальные затворы «Compur» для различных фотоаппаратов выпускались 40 лет, с 1912 по 1952 годы, фирмой F. Deckel (Мюнхен, Германия). В общей сложности было выпущено более 8,5 миллионов затворов. В дальнейшем затворы этого типа выпускались другими производителями и используются в некоторых типах фотоаппаратуры до настоящего времени.

## История
Первые затворы типа «Compur» появились в 1912 году (D.R.P. № 258646) и базировались на конструкции более раннего затвора «Compound». Ранние модели «Компуров» (с 1912 по 1928 год) имели два диска для установки выдержки, из них первый использовался для установки типа выдержки (открытый затвор, «от руки» и по значению), а второй — для установки конкретного значения выдержки (1, 1/2, 1/5, 1/10, 1/25, 1/50, 1/100 и 1/250 с). Впоследствии, с 1928 года, выпускались затворы с установкой выдержки посредством поворота лимба вокруг корпуса затвора. Также с 1928 года введён автоспуск. Затвор первоначально трёхлепестковый, с 1935 года выпускалась также модель Compur-Rapid с пятилепестковым затвором и дополнительной выдержкой 1/500 с. Наконец, с 1949 года выпускались затворы с синхроконтактом вспышки типа X, а с 1951 — последняя модель серии, Synchro-Compur с синхроконтактами типа X и M.
Конструкция затвора, располагавшегося между линзами объектива, предусматривала установку ирисовой диафрагмы вблизи плоскости лепестков затвора в общем модуле. В ранних моделях был доступен диапазон диафрагменных чисел от 6,5 до 26, а в более поздних от 4,5 до 32. Затворы устанавливались в объективах разных производителей, таких, как Carl Zeiss, Dallmeyer Perfac, Rodenstock и других.
Затворы Compur использовались многими фирмами-производителями фототехники, в том числе такими крупными предприятиями, как Zeiss Ikon, ICA AG, Welta, Goerz, Leica. Кроме того, импортные затворы Compur устанавливались на некоторых американских фотоаппаратах фирмы Eastman Kodak Co., а также на части советских фотоаппаратов «Фотокор № 1» и «Москва-1».

## Серийные номера затворов
Хотя точная статистика номерных диапазонов затворов типа Compur по годам производства отсутствует, доступна информация об ориентирных номерах затворов, выпущенных в конкретных годах:
| Ориентирные серийные номера затворов Compur по годам производства |           |                      |                      |
| Год                                                               | Номер     | Год                  | Номер                |
| 1914                                                              | 250 000   | 1935                 | 3 200 000            |
| 1920                                                              | 450 000   | 1936                 | 3 750 000            |
| 1922                                                              | 500 000   | 1937                 | 4 250 000            |
| 1925                                                              | 600 000   | 1938                 | 4 850 000            |
| 1926                                                              | 750 000   | 1939                 | 5 400 000            |
| 1927                                                              | 850 000   | Вторая мировая война | Вторая мировая война |
| 1928                                                              | 950 000   | 1947                 | 6 000                |
| 1929                                                              | 1 000     | 1948                 | 6 200 000            |
| 1930                                                              | 1 150 000 | 1949                 | 6 500 000            |
| 1931                                                              | 1 500 000 | 1950                 | 7 000                |
| 1932                                                              | 1 800 000 | 1951                 | 7 700 000            |
| 1933                                                              | 2 250 000 | 1952                 | 8 500 000            |